# 和田征子
和田 征子（ わだ まさこ、1943年 - ）は、日本原水爆被害者団体協議会事務局次長。長崎県長崎市生まれ。活水中学校・高等学校卒業。明治学院大学文学部英文学科卒業。

## 経歴
- 1943年　10月長崎市(今博多町) [5][6]で生まれる。

- 1945年　1歳10か月の時に長崎市内で長崎市への原子爆弾投下に遭遇し、被爆。(爆心地から2.9km)。40歳頃より母から繰り返し聞いた被爆後の長崎について語り始める。
- 1985年　東京都大田区原爆被害者の会　役員
- 2009年　神奈川県横浜市原爆被災者の会　役員
- 2014年　神奈川県原爆被災者の会　編集委員・運営委員
- 2015年　NPT再検討会議に要請団として神奈川県からニューヨーク行動に参加
- 2015年　日本原水爆被害者団体協議会(日本被団協)事務局次長に就任。～現職。国内外で被爆者としての証言を伝えると共に核兵器廃絶を訴える活動を続けている。
- 2016年　国連欧州本部での作部会5月会合に参加し、発言。
- 2017年　神奈川県横浜市原爆被災者の会　会長～現職。6月ニューヨーク国連本部での核兵器禁止条約の交渉会議に参加し、発言。11月バチカン法王庁での「核兵器のない世界と統合的軍縮への展望」と題する国際会議に招待され、発言。ローマ教皇に謁見し「ヒバクシャ国際署名」を手渡し賛同を依頼。
- 2018年　神奈川県原爆被災者の会　副会長～現職
- 2019年　6月15日にアメリカ、カルフォルニア州のサンノゼウェスレー合同メソジスト教会を会場にて被爆者として特別招待講演を行う。カルフォルニアは昨年8月州議会で核兵器禁止条約の支持を求める決議案を承認したアメリカ最大の地方自治体です。ベイエリアにお住まいの方々にヒバクシャ国際署名へのご理解、ご協力をお願いして参りますと伝えている。

## 発言
展望や軍縮を議論する国際シンポジウムにて被爆者としてはじめて英語で演説した。